# Mau Penisula
Maukope "Mau" Penisula (15 de maio de 1979) é um futebolista de Tuvalu. Joga como defensor, e desde 2013 representa o Addisbrough FC, time das divisões inferiores do Campeonato Fijiano.

## Carreira
Nascido nas Ilhas Marshall, Mau iniciou a carreira no Tofaga, principal time do futebol tuvaluano (começou no time B em 1997, sendo promovido ao elenco principal em 1999). Foram 12 anos jogando pela equipe, conquistando 8 títulos.
Em 2012, jogou a segunda divisão fijiana pelo Lami All Whites, e desde 2013 representa o Addisbrough FC, que disputa a Liga Regional de Suva.

## Seleção Tuvaluana
Mau é o jogador com mais presenças na Seleção Tuvaluana (que ainda não encontra-se filiada à FIFA, embora seja membro associado da OFC), na qual detém a braçadeira de capitão: desde a estreia em 2003, foram 14 partidas disputadas, sem nenhum gol marcado. Paralelamente à seleção de futebol, ele ainda chegou a defender a equipe nacional de futsal entre 2008 e 2010, com 12 jogos disputados.

## Links
- Mau Penisula em National-Football-Teams.com